# Iberisk fetknopp
Iberisk fetknopp (Sedum sediforme) är en art i familjen fetbladsväxter från Medelhavsområdet till centrala Frankrike och Portugal.
Blommans färg varierar från grön-vitt till blekgult.

## Synonymer
Petrosedum sediforme (Jacquin) V.Grulich
Sedum altissimum Poiret
Sedum altissimum subsp. nicaeense (All.) Nyman
Sedum altissimum var. latifolium Rouy & E.G.Camus
Sedum dolomiticum Masters
Sedum fruticulosum Brotero
Sedum lusitanicum Brotero nom. illeg.
Sedum nicaeense All.
Sedum ochroleucum Chaix
Sedum rupestre subsp. ochroleucum (Chaix) Hegi & Schmid
Sedum sediforme (Jacquin) Pau
Sedum sediforme subsp. dianium (O.Bolòs) O.Bolòs & Vigo
Sedum sediforme var. dianium O.Bolòs
Sedum soluntinum Tineo ex Guss.
Sempervivum jacquini Haworth nom. illeg.
Sempervivum sediforme Jacquin